# Bob Evans
Robert "Bob" Evans (Waddington, 11 juni 1947) is een voormalig Brits Formule 1-coureur.

## Loopbaan
Evans reed in 1975 en 1976 in totaal elf Grands Prix voor de teams BRM, Lotus en RAM Racing. Hij debuteerde op 1 maart 1975 in de GP van Zuid-Afrika, maar wist in zijn Formule 1-carrière geen punten te scoren. Zijn beste klassering was een negende plaats bij de GP van België in 1975.
Evans was voor zijn carrière in de Formule 1 succesvol in de Formula 5000; hij werd Brits kampioen in 1974.